# Harlekingarnele
Die Harlekingarnele, wissenschaftlicher Name Hymenocera picta, ist eine marine (im Meer lebende) Garnelenart, mit Verbreitung im Indischen und im Pazifischen Ozean. Heute gilt sie, entgegen früheren Theorien, als einziger Vertreter der, damit monotypischen, Gattung Hymenocera. Die Art ist aufgrund ihrer auffallenden Färbung ein sehr gesuchtes wirbelloses Aquarientier, für das Aquarianer hohe Preise zahlen. Aufgrund ihrer spezialisierten Ernährung – die Krebse ernähren sich ausschließlich von Seesternen – ist die Nachzucht der Art im Aquarium sehr schwierig.

## Beschreibung
Harlekingarnelen erreichen eine Körperlänge von etwa zwei bis fünf Zentimeter. Die Tiere sind in der Grundfarbe weißlich mit einem sehr auffallenden Muster aus leuchtend farbigen Flecken und dadurch unverkennbar. Diese können entweder dunkel umrandet rot (selten braunrot) oder blau (selten braun) sein. Beide Farbmorphen wurden früher als zwei verschiedene Arten aufgefasst, bis später beide Formen nebeneinander im selben Lebensraum beobachtet wurden. Heute nimmt man an, dass die Färbung von den Umweltbedingungen oder der Nahrung abhängt.
Wichtigstes Merkmal zur Bestimmung der Art ist die Verbreiterung und blattartige Umgestaltung der zweiten Antennengeißel des ersten Antennen-Paars, wobei alle Geißelglieder miteinander fusioniert sind. Auch die großen Scheren (Chela, am zweiten Peraeopodenpaar) und die dritten Maxillipeden sind blattartig verbreitert. Als taxonomisch wichtig gilt außerdem die Gestalt der Mandibeln, denen der Incisor, der schneidende zahnartige Vorsprung an der Kauleiste, fehlt.

## Biologie und Lebensweise

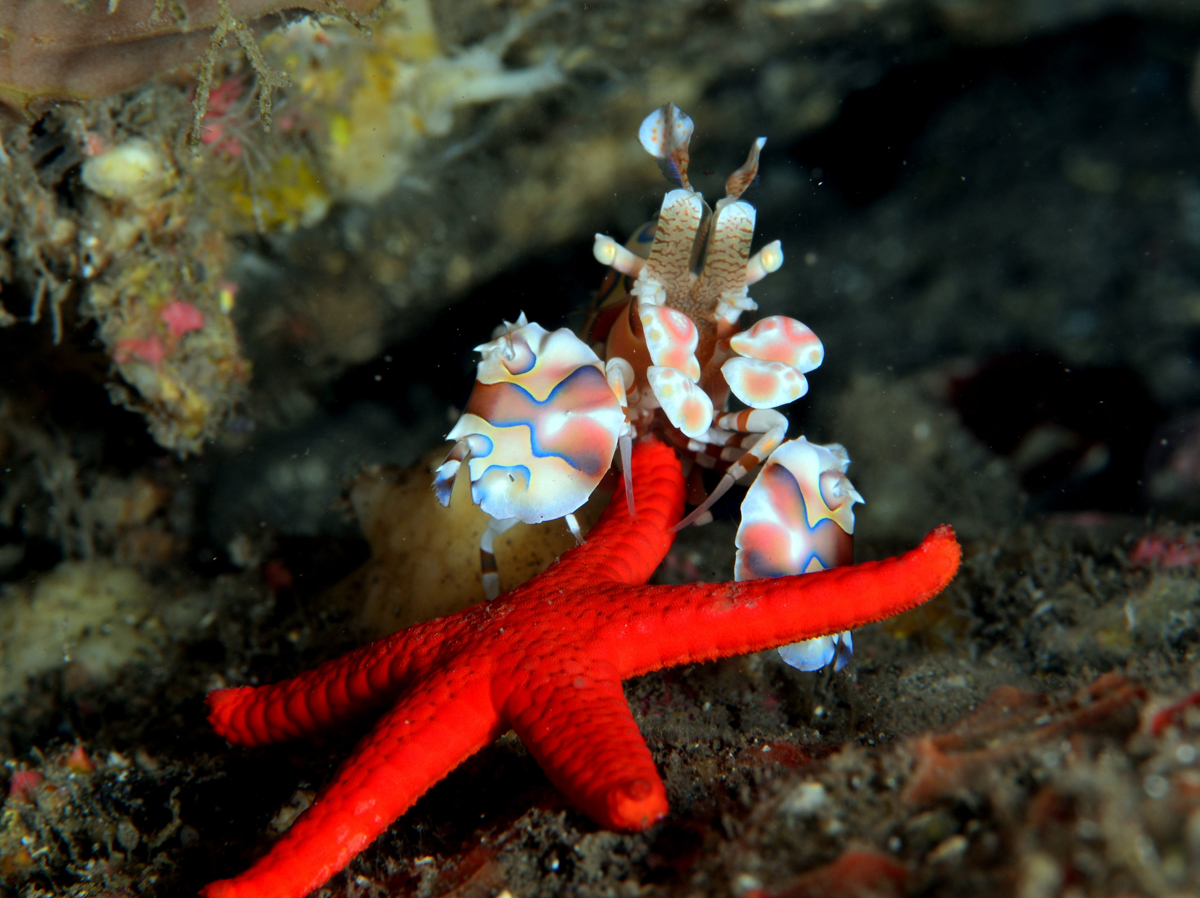
Harlekingarnele, rote Farbmorphe, mit erbeutetem Seestern Fromia milleporella

Harlekingarnelen leben im Flachwasser, von etwa einem bis zwanzig, selten bis dreißig Meter Wassertiefe, meist im Bereich von Korallenriffen. Sie sind tagaktiv und besetzen Schlupfwinkel im Bereich von Felshöhlungen oder Löchern. Die Garnelen leben in monogamen Paaren aus jeweils einem Männchen und einem Weibchen, die ein Territorium gegenüber Artgenossen verteidigen.
Die Art lebt räuberisch. Soweit bekannt, ist ihre einzige Beute Seesterne. Im Aquarium gehaltene Tiere verweigerten jede andere angebotene Nahrung. Findet die Garnele einen Seestern, dreht sie ihn mit den schaufelartigen, verbreiterten zweiten Scheren auf den Rücken und durchdringt die Epidermis mit den kleinen und unauffälligen, nadelscharfen ersten Scheren, mit denen sie Gewebebrocken abreißt, die dann gefressen werden. Die Individuen eines Paars jagen jeder für sich, Kooperation bei der Jagd ist nicht bekannt. Als Beutetiere bevorzugen Harlekingarnelen Seesterne der Gattungen Linckia, vor allem Blauer Seestern Lickia laevigata, und Nardoa, im Labor nahmen sie aber jede angebotene Art der Seesterne an. Obwohl Dornenkronenseesterne der Gattung Acanthaster zum Beutespektrum zählen, bevorzugen sie Seesternarten mit rundem oder dreieckigem Armquerschnitt und nehmen Acanthaster nur im Notfall an. Es erscheint daher unwahrscheinlich, dass sie die Dichte dieser ökologischen Schlüsselart im natürlichen Lebensraum regulieren können.
Die Tiere häuten sich etwa alle 18 bis 20 (selten 26) Tage. Geschlechtsreife und begattete Weibchen legen unmittelbar nach einer Häutung Gelege von etwa 1000 (maximal 5000) Eiern, aus denen nach 17 bis 24 Tagen das erste Larvenstadium, eine Zoea, schlüpft. Die Larven steigen in das freie Wasser auf, wo sie sich schwimmend von Plankton ernähren. Nach etwa 5 bis 7 Wochen lässt sich das letzte Larvenstadium zu Boden sinken, sie leben von da an benthisch, auf dem Meeresboden. Die Art durchläuft, soweit bekannt, zwölf Larvenstadien.

## Verbreitung
Die Art ist pantropisch, in den Küstengewässern des Pazifischen und des Indischen Ozeans verbreitet, im Atlantik und seinen Nebenmeeren fehlt sie. Nördlichste Fundpunkte liegen im Norden des Roten Meeres und in Japan, südlichste Nachweise aus Mosambik und Südaustralien. Funde liegen auch aus Küstengewässern isolierter ozeanischer Inseln vor, zum Beispiel Hawaii, die Galapagosinseln, Gorgona, Malpelo, Perleninseln und Clipperton-Insel.

## Aquaristik
Aufgrund ihrer ungewöhnlichen Färbung ist die Harlekingarnele ein sehr beliebtes Aquarientier. Allerdings ist das Angebot knapp, da die Zucht der Art wegen der spezialisierten Ernährung sehr schwierig ist. Die Harlekingarnele gehört daher zu den selten, und dann meist teuer, angebotenen Arten, bereits 2003 wurde ein Handelwert von 30 US-Dollar, und damit einer der höchsten Preise für eine Aquariengarnele, angegeben, wobei meist Pärchen gehandelt werden. Im Handel angebotene Wildfänge werden kritisch gesehen, da durch das Wegfangen der Garnelen sich die ökologischen Beziehungen im Riff ändern könnten, so wird befürchtet, dass Seesternarten dadurch häufiger werden könnten.
Obwohl die im Handel angebotenen Tiere Wildfänge sind, ist es möglich, die Art durch Zucht zu vermehren. Obwohl es inzwischen Erfolgsmeldungen für erfolgreiche kommerzielle Zucht gibt gehört die Art nicht zu den üblicherweise und in größerem Maßstab gezüchteten Aquariengarnelen. Problematisch ist die Bereitstellung von Futter, da die Garnelen nur lebende (untergeordnet in gewissem Umfang frisch tote oder gefrorene) Seesterne akzeptieren, alle Versuche, alternative Futterquellen zu finden, sind bisher fehlgeschlagen. Ein Problem dabei scheint die Versorgung mit bestimmten essentiellen Fettsäuren zu sein. Neben Linckia-Arten erwies sich der Kammstern Astropecten indicus als geeignetes Futtertier.

## Systematik und Taxonomie
Die Art wurde von Dana nach einem Tier von der Insel Raraka im Tuamotu-Archipel erstbeschrieben. Der der Beschreibung zugrunde liegende Holotyp ging bei einem Schiffsunglück verloren, was eine Reihe taxonomischer Probleme verursachte. Die Art wurde nachträglich, durch Beschluss der ICZN, zur Typusart der Gattung Hymenocera erklärt.
Die Harlekingarnele gilt heute als einzige Art der Gattung. Früher nahm man an, die blaue Farbmorphe der Art, die eher im Westpazifik und im Indischen Ozean auftritt, würde eine eigene Art Hymenocera elegans Heller, 1862 („Westliche Harlekingarnele“) repräsentieren, dies gilt heute als widerlegt.
Die Gattung Hymenocera (Synonym Nematophyllum Bleeker, 1856, nec Nematophyllum Milne Edwards & Haime, 1850) gehört in die Überfamilie Palaemonoidea, eine morphologisch und ökologisch variable Gruppe von Garnelenarten. Über die Zuordnung zu einer Familie bestanden lange Zeit wissenschaftliche Kontroversen. So wurde sie zunächst in die Familie Gnathophyllidae, dann, zusammen mit der nahe verwandten Gattung Phyllognatha, lange in eine eigene Familie Hymenoceridae eingeordnet. Neuere morphologische und phylogenomische Untersuchungen haben nun ergeben, dass zwar die Hymenoceridae, so aufgefasst, eine monophyletische Gruppe bilden, dass diese aber verwandtschaftlich in die große Familie der Palaemonidae (Felsen- und Partnergarnelen) eingeschachtelt ist, so dass ihre Anerkennung als Familie die Palaemonidae paraphyletisch machen würde. Dementsprechend wird die Gattung nun in die Palaemonidae mit einbezogen. Sie ist mit den meisten Gattungen der früheren Unterfamilie Pontoniinae nahe verwandt, allerdings sind auch diese keine natürliche Einheit.